# Ђорђе Чарапић
Ђорђе Ј. Чарапић односно Георг Фусек (Београд, 11. фебруар 1876 — Београд, 10. јул 1941) био је српски сликар , аутор и официр.
Био је чешког порекла. Чарапић је учесник Првог светског рата у саставу српске војске, аутор нацрта за српску војску скоро свих медаља и споменица у раздобљу 1904–1914. године, секретар Канцеларије краљевских ордена (1917—1935), члан Одбора за одређивање новог грба града Београд, са седам својих предложака, аутор многих ликовних дела, портрета и историјских композиција (које је радио у виду разгледница, или великог формата за зид).

## Порекло
Отац Ђорђе Чарапића, Јован Чарапић — Јохан Фусек носио је чешко презиме Фусек преузето од немачке именице fuβocke, која значи чарапа. Не желевши да има ишта са Немцима, породица Фусек променила је ову немачку именицу у свом презимену, српском — Чарапић.
Вођен овом логиком и Јованов син Георг Фусек, променио је своје германизовано презиме Фусек али и име Георг у Чарапић Ђорђе.
То је понекад уносило забуну, јер су многи доцније мислили да су ови Чарапићи заправо потомци војводе Васе Чарапића из доба Вожда Карађорђа Петровића!

## Живот и каријера
Рођен је у Београду 11. фебруара 1876. године у чешкој породици, од оца Јохана Фусака, графичара у Државној штампарији и Војнокартографском заводу у Београду и мајке Терезије, која се преселила за стално средином 19. века у Београд. Не желевши да буду грађани Аустроугарске монархије, већ поданици Кнежевине, а доцније и Краљевине Србије.
Након што је завршио је Реалку у Београду, родитељи су га прво послали на школовање у Минхенски универзитет на коме је стекао диплому рударског инжењера. Потом (пошто је имао смисла за цртање), родитељи су га послали у Праг, у једну од престижних уметничких школа лепих уметности у Европи с краја 19. века, коју је са успехом завршио.
Након повратка у Србију, по завршеном школовању, почев од 1898, наредне две године радио је као рударски техничар код браће Пирх у Ћуприји. У Географско одељење главног ђенералштаба српске војске, прешао је 1900, и у њему радио до 1904. године, кад је напустио државну службу и отварио мали технички биро у Невесињској улици, крај Каленића гумна, данашње пијаце, у коме је ради све до опште мобилизације 1912. године.
У предвечерје Великога рата, оженио се протином ћерком Милицом (девојачко Јевтић), након што је пре венчања прешао из католичке у православну веру.
За време ратова које је Србија водила 20-тих година 20. века, Ђорђе је од 1912. до 1917. године служио као технички војни службеник  Првог  Телеграфског одсека Саобраћајног одељења Врховне команде, под непосредном  командом инж. потпуковника Петра А. Прокића. За време борбених дејстава док је вршио проверу да ли су све линије фронта код Крагујевца у реду, два пута је доживео изненадне аустроугарске ваздушне нападе. У једном од њих рањен је у главу и раме. Након санације повреде, наставио је да ради, али са сталним здравстеним последицама у виду мигренозних напада, који су га пратили све до краја живота.
За време своје богате каријере Ђорђе је био члан „Стручни одбор за грб града Београда“, заједно са Бетом Вуканић, Урошем Предићем, Илијом Шобајић, Драганом Стојановићем, Богданом Поповићем, Миланом Николајевићем, Станојем Станојевићем, Алексом Ивићем, Владимиром Ћоровић и Николом Вулићем, који је по уредби председник београдске општине Милана Нешића требало да одлучи о пропозицијама за конкурс. На овој функцији Ђорђе Чарапић, uзимајући у обзир све предлоге и елементе који су изнети у расправи, сви чланови комисије и који су могли доћи у обзир за грб града, држећи се правила хералдике и хералдичких студија, скицирао дискусије Одбора кроз седам својих предложака за грб Београда. На крају је комисија 1931, уважила предлог Ђорђа Андрејевића Куна.
Због ратовима нарушеног здравља које му се све више погоршавало, и изложености разним зађевицама с неистомишљеницима на послу, поднео је оставку 1935. године и отишао у заслужену пензију као војни чиновник у рангу капетана прве класе.
Као пензионер посветио се породици и вођењу малог биро све до почетка Другог свестског рата.
Преминуо је у ноћи 10. јула 1941. године у Београду, на почетку Другог светског рата, током друге немачке окупације Сербије, коју нарушеног здравља није могао да издржи. Његовом смрћу угасила се лоза чешке породице Чарапића, јер се његова једина кћи Борислава (1916 — 1993), такође дипл. инжењер, никада није удавала.

## Дело
Упоредо са техничким наукама, Ђорђе Чарапић се по повратку са школовања у Прагу бавио и ликовном уметношћу. Сликао је портрете виђенијих, али и обичних људи, династичке портрете, пејзаже, композиције са историјским темама, илустрације итд. Све што је Чарапић усликао радио је то у стилу чешке сецесије... Историјске композиције је радио у виду разгледница, или великог формата за зид, а штампао их је код књижара са Зеленог венца Томе Јовановића у Београду, или у Литогарфском заводу Најберг и синови у Прагу.
До почетка Великог рата, захваљујући својим ликовним делима постао је познат, и то не само у војсци него и код грађанства. Уочивши Чарапићеве уметничке способности, као и чињеницу да је да је Ђорђе Чарапић за српску војску дао нацрте скоро свих наших медаља и споменица у раздобљу 1904 — 1914. године, Влада Краљевине Србије га је 1917 године, поставила на место секретара Канцеларије краљевских ордена.
Радећи на овој дужности све до 1935. године Чарапић је дао бројне предлоге, између осталих и оне за:
- Орден југословенске круне (1930),
- Све орденске дипломе,
- Дипломе разних војних школа,
- Војне знакове,
- Војне југословенске заставе,
- Музичке и исељеничке заставе, и заставе разних друштава,
- Уникатне (од правог пергамента) династичке крштенице, венчаница и умрлице,
- Династичке грбове.

Радио је и разне уметничке књижне листиће (екс либрис).
Стицајем бројник неповољних околности његов свеукупно стваралаштво пало је у заборав. Међутим иако заборављен од културне јавности Србије, његова ликовна дела, прикупљена из разних приватних збирки данас се чувају у Историјском музеју Србије, Војном музеју у Београду, Народном музеју у Београду, Железничком музеју у Београду, Музеју града Београда, Библиотеци града Београда, Историјском архиву Беогарад, Архиву Србије, Војном архиву, Архиву Југославије, Галерији матице српске у Новом Саду, Народном музеју у Шапцу, Православној црквеној општини у Панчеву.